# Kobuz
Kobuz, sokół kobuz, sokół leśny, sokolik drzewiec (Falco subbuteo) – gatunek średniej wielkości ptaka drapieżnego z rodziny sokołowatych (Falconidae).

## Systematyka
Wyróżniono dwa podgatunki F. subbuteo:
- F. subbuteo subbuteo – Europa oraz Azja do Kamczatki, Japonii i północnych Indii oraz środkowych Chin.
- F. subbuteo streichi – Mjanma do południowych Chin i północnych Indochin.

## Występowanie
Zamieszkuje całą Europę oprócz Szkocji i północnej Skandynawii oraz Azję aż do Japonii i Kamczatki i na południe do Izraela i Iranu. Część populacji (dawniej uznawana za osobny podgatunek F. s. jugurtha, obecnie wliczana do podgatunku nominatywnego) zamieszkuje zachodnią część Afryki Północnej. To ptak wędrowny, odbywający dalekie podróże. Przyloty następują od połowy kwietnia i maju (bez wyraźnego szczytu), a odloty od połowy sierpnia do października. Zimuje w tropikalnej Afryce, na południe od strefy równikowej lasów deszczowych, a także w południowo-wschodniej Azji.
W Polsce nieliczny lub bardzo nieliczny ptak lęgowy, umiarkowanie rozpowszechniony, częściej spotykany na lesistych obszarach nizinnych niż górskich. W latach 2013–2018 liczebność populacji lęgowej szacowano na 2000–2700 par. Widywany w całym kraju, ale jest ptakiem rzadkim i nieregularnie rozmieszczonym. Nigdy nie spotyka się go w większych liczbach. Nawet w dogodnych siedliskach jego zagęszczenie jest niewielkie – na 100 km² przypada tam 1–2 par lęgowych. Zaledwie po kilka par znaleziono w Puszczy Kampinoskiej i Niepołomickiej. Podobny stan występuje w Wielkopolskim Parku Narodowym. Kobuzy nieregularnie zimują w Polsce, ale przeważnie w jej zachodniej części. W ostatnich dekadach odnotowano kilkadziesiąt takich obserwacji.

## Charakterystyka

### Cechy gatunku
Kobuz jest uważany za jednego z najbardziej sprawnych ptaków szponiastych. Z upierzenia bardzo podobny do sokoła wędrownego, lecz o wiele mniejszy i z podłużnie kreskowanym jasnym spodem ciała. Obie płci ubarwione podobnie, ale samica znacznie większa od samca (o od 1/4 do 1/3). Stare osobniki mają cynamonowo-czerwone „nogawice” (pióra na podudziu). Również rdzawo-czerwone są pokrywy podogonowe. Policzki i gardło białe, pod okiem odznaczający się „wąs” jak u sokoła wędrownego. Dziób, woskówka i nogi osobników dorosłych żółte, młodych – zielonkawe. Koniec dzioba jest szaro-niebieski. Grzbiet łupkowoszary, prawie czarny, pierś biała z podłużnymi, czarnymi plamami. Skrzydła dłuższe, wąskie i bardziej ostro zakończone niż u sokoła wędrownego. Młode odróżnia się po mniej wyraźnym ubarwieniu, są brązowe i mają nakrapianą pierś. W locie ślizgowym lub aktywnym przypomina smukłą sylwetką dużego jerzyka lub oknówkę – ma sierpowate, spiczaste skrzydła i zwężający się ku końcowi krótki ogon, widać też bardzo ciemny wierzch głowy (czarną plamę – „czapeczkę”), który kontrastuje z jasnym policzkiem, na którym wyraźnie zaznacza się czarny wąs, oraz z białą szyją. Jego znakomity szybki lot można podziwiać nie tylko w trakcie polowań, ale też w czasie wędrówek. Gdy podleci w miarę blisko, słychać furkot jego skrzydeł. Jest rzadko obserwowany w środowisku naturalnym.

Zarówno rysunek, jak i ubarwienie kobuza jest podobne do młodych sokoła wędrownego, ale ten pierwszy osiąga najwyżej 35 cm długości. Wielkością dorównuje pustułce, choć dużo rzadziej można go spotkać. Od krogulca różni się ostro zakończonymi i dłuższymi skrzydłami oraz miejscem polowania.

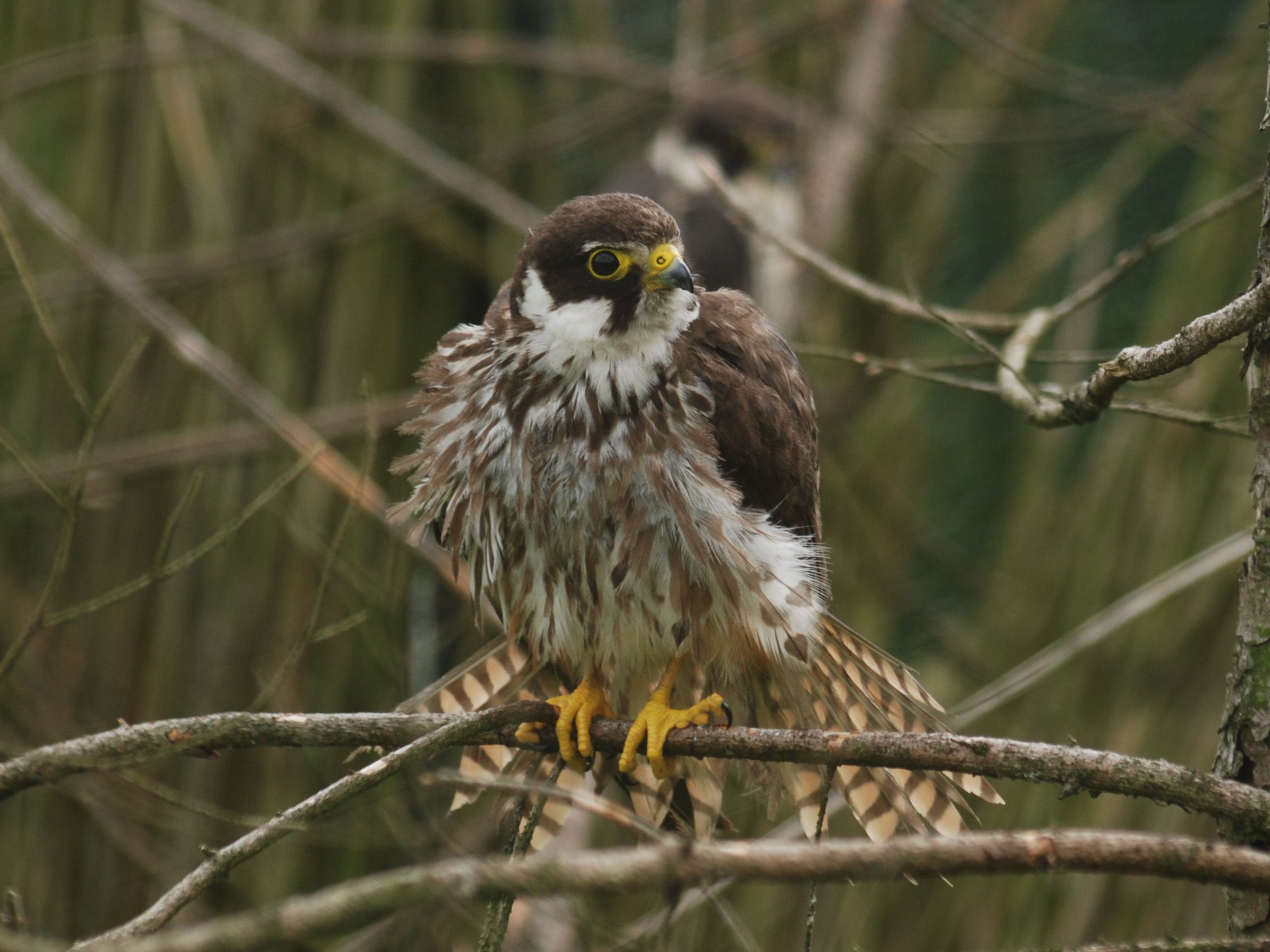
Kobuz w czasie odpoczynku, Mazury

### Wymiary średnie[11]
długość ciała z dziobem i ogonemok. 30–36 cm
rozpiętość skrzydeł70–85 cm
długość ogona12,5–14,5 cm

### Masa ciała
samicaok. 230–340 g
samiecok. 150–200 g

### Głos
Wydaje melodyjne i dźwięczne odgłosy, które brzmią jak przeciągłe „kije kije kije”.

### Zachowanie
Późnym latem, a szczególnie wieczorami, kobuzy na obszarach bogatych w skupiska ptaków wróblowych chętnie koncentrują się w grupy liczące kilka lub kilkanaście osobników. Zlatują zwłaszcza nad zbiorniki wodne z szerokimi trzcinowiskami, gdzie ofiary mają swe noclegowiska (preferują je np. jaskółki).

Migruje przeważnie pojedynczo, nie tworząc stad.

## Biotop
Ptak terenów otwartych z alejami drzew. Zasiedla obrzeża starych lasów, głównie sosnowych, i świetlistych drzewostanów w pobliżu pól (też polany w ich obrębie) i łąk z kępami zadrzewień, wrzosowisk i terenów bagiennych. Gniazduje też w parkach, zadrzewieniach śródpolnych w pobliżu wód, na brzegach rozległych polan. Występuje również w strefie lasów i lasostepów północnej Azji.

## Okres lęgowy

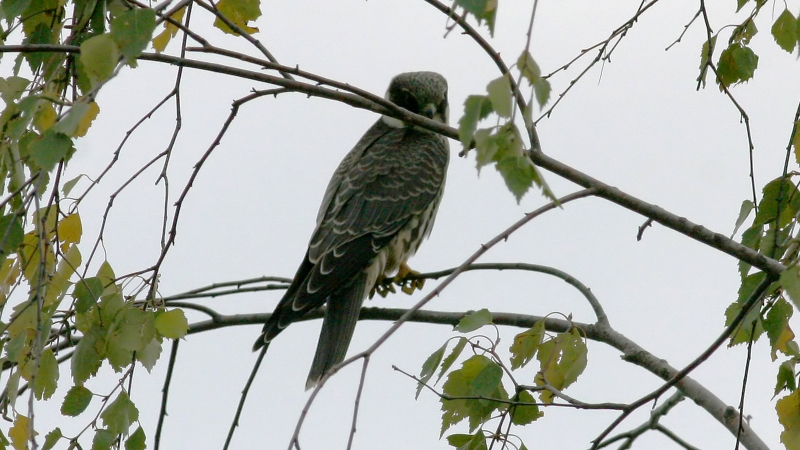
Zwinność i szybkość lotu pozwala kobuzom łowić jaskółki i jerzyki

### Toki
Zachowania godowe są charakterystyczne. Przed połączeniem się w pary w czasie krążenia w powietrzu co pewien czas nagle i gwałtownie wzlatują lub pikują w dół. Tworzone pary mają charakter monogamiczny. W okresie lęgowym kobuzy żyją w rozproszeniu.

### Gniazdo
Podobnie jak inne sokoły, wykorzystuje opuszczone gniazda innych ptaków drapieżnych i krukowatych, np. wrony siwej, gawrona lub czarnowrona, ale i myszołowa, czapli siwej czy nawet wiewiórki. Lęgnie się w wierzchołkach koron wysokich drzew, zwłaszcza tych, które znajdują się na skraju kompleksów leśnych. Zapewnia to rodzicom dobrą widoczność na okolicę. Kobuzy same gniazd nie budują, a te zajmowane wyściełają gałązkami i trawami.

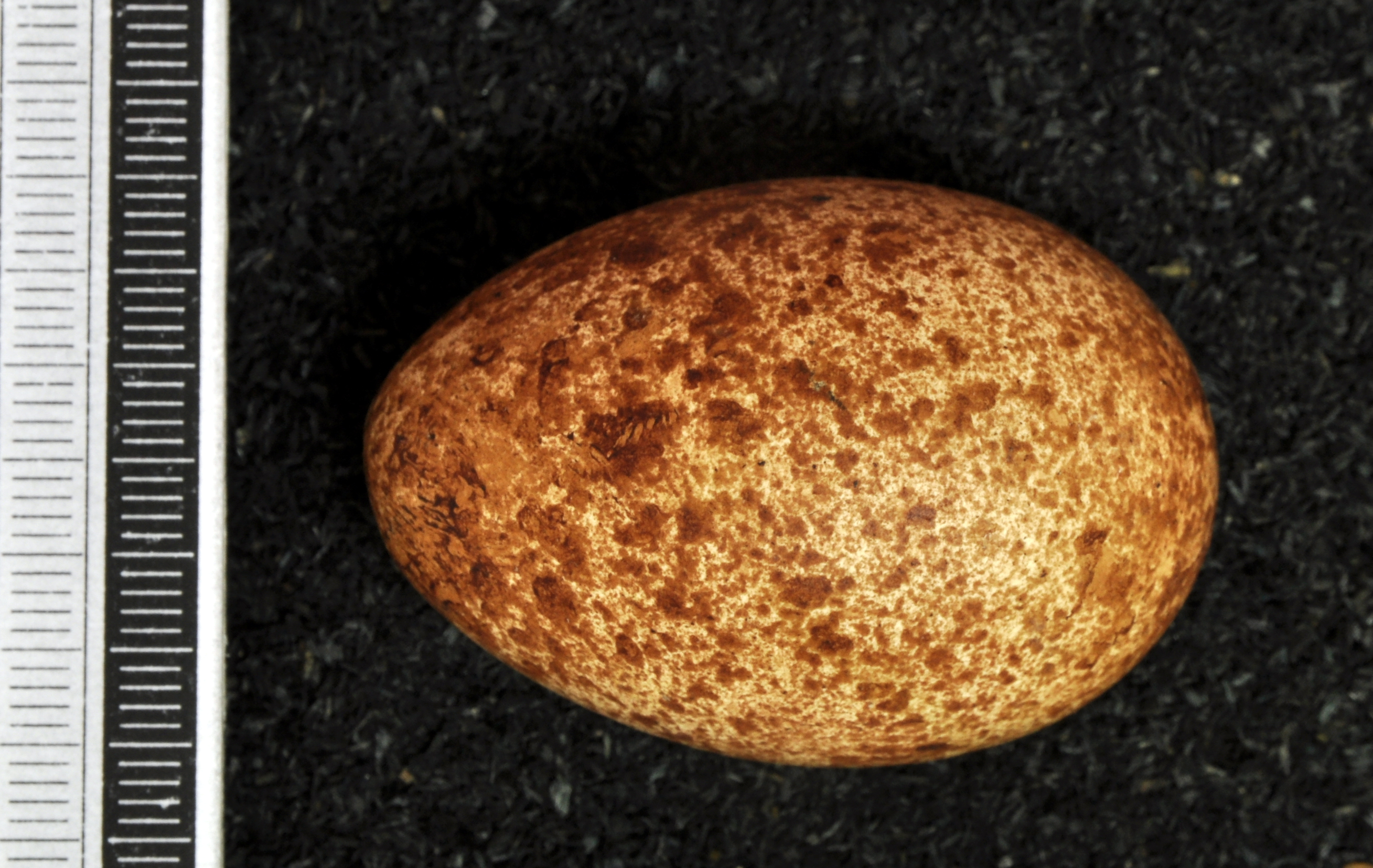
Jajo kobuza

### Jaja
W drugiej połowie czerwca (czasem już w maju) składa w jednodniowych odstępach 3–4 żółtawe jaja. Są one równobiegunowe, owalne, o tępych biegunach, prawie kuliste o tle bladoróżowym z licznymi rudawordzawymi plamami.

### Wysiadywanie i wychowywanie młodych
Od zniesienia pierwszego jaja trwa ok. 28 dni. Wysiadują oboje rodzice (głównie jednak samica). Matka sama karmi potomstwo pokarmem, który wymaga porcjowania, natomiast owadami karmią pisklęta razem. Samiec przynosi pokarm, ale nie ogrzewa piskląt, tak jak robi to samica. Młode, gniazdowniki, opuszczają gniazdo po 23–25 dniach. W wieku 4–5 tygodni są zdolne do lotu. Pierwsze lęgi wyprowadzają, gdy mają 2 lata.

## Pożywienie

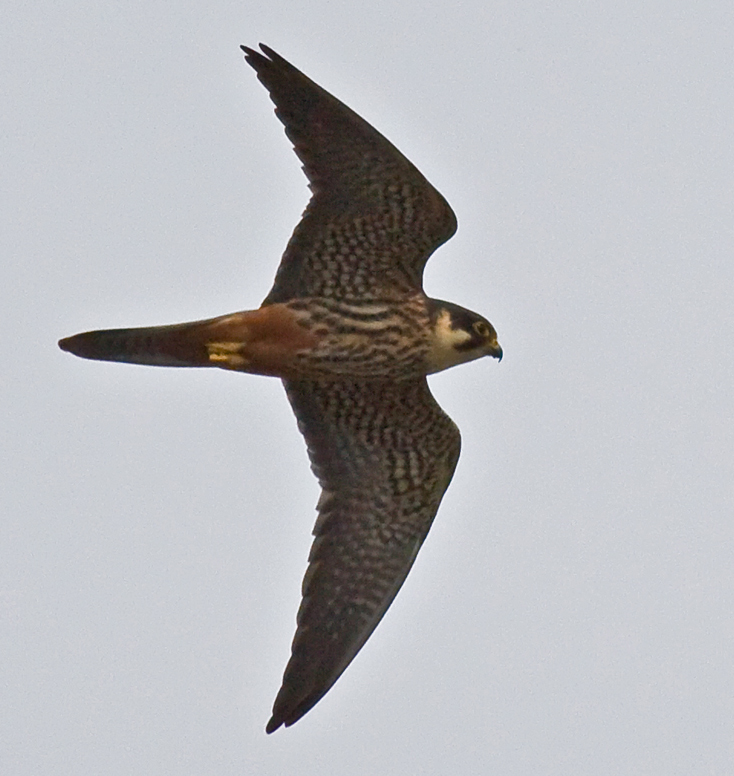
Kobuz w locie

Duże owady, np. ważki, które łapie w locie zwykle wysoko nad ziemią. Poluje również na drobne ptaki śpiewające, jak jaskółki, i szybkie jerzyki. Wymienione ptaki (zwykle w pobliżu zabudowań) po dostrzeżeniu drapieżnika reagują trwożną ucieczką. Inne ptaki drapieżne stara się odpędzać, nie wykluczając ataku.
To szybki i zwinny drapieżnik. Poluje w trakcie oblatywania swojego dość rozległego terytorium na terenach otwartych (krogulce polują w zadrzewieniach), ale w okresie lęgowym omija obszary blisko gniazd. Zatrzymuje się na żer na pustkowiach i terenach podmokłych. Swoje ofiary chwyta w powietrzu w trakcie atakującego lotu nurkowego z dość dużej odległości. W jego trakcie wykonuje gwałtowne zwroty, a atakując składa skrzydła i uderza zdobycz swymi ostrymi szponami. Rzadziej łowi zwierzynę z gałęzi drzewa lub z ziemi. Ze względu na mało zwrotny lot nie wyłapuje ssaków. Zdarzało się, że kobuzy zabierały pustułkom upolowaną mysz. Ich długie łowy o zmierzchu kończą się często schwytaniem, wylatujących wtedy na posiłek, nietoperzy.

## Status i ochrona
Międzynarodowa Unia Ochrony Przyrody (IUCN) uznaje kobuza za gatunek najmniejszej troski (LC – least concern) nieprzerwanie od 1988 roku. Liczebność światowej populacji, obliczona w oparciu o szacunki organizacji BirdLife International dla Europy z 2015 roku, mieści się w przedziale 500 000 – 999 999 dorosłych osobników. Globalny trend liczebności populacji uznaje się za spadkowy.
Na terenie Polski gatunek ten jest objęty ścisłą ochroną gatunkową; wymaga ochrony czynnej. Na Czerwonej liście ptaków Polski został sklasyfikowany jako gatunek najmniejszej troski (LC).

Populacje zagrożone są przez utratę naturalnych siedlisk w wyniku tworzenia monokultur leśnych i usuwania zadrzewień oraz poprzez zmniejszenie liczebności zwierzyny, którą łowi.